# Рафтинг (геологія)

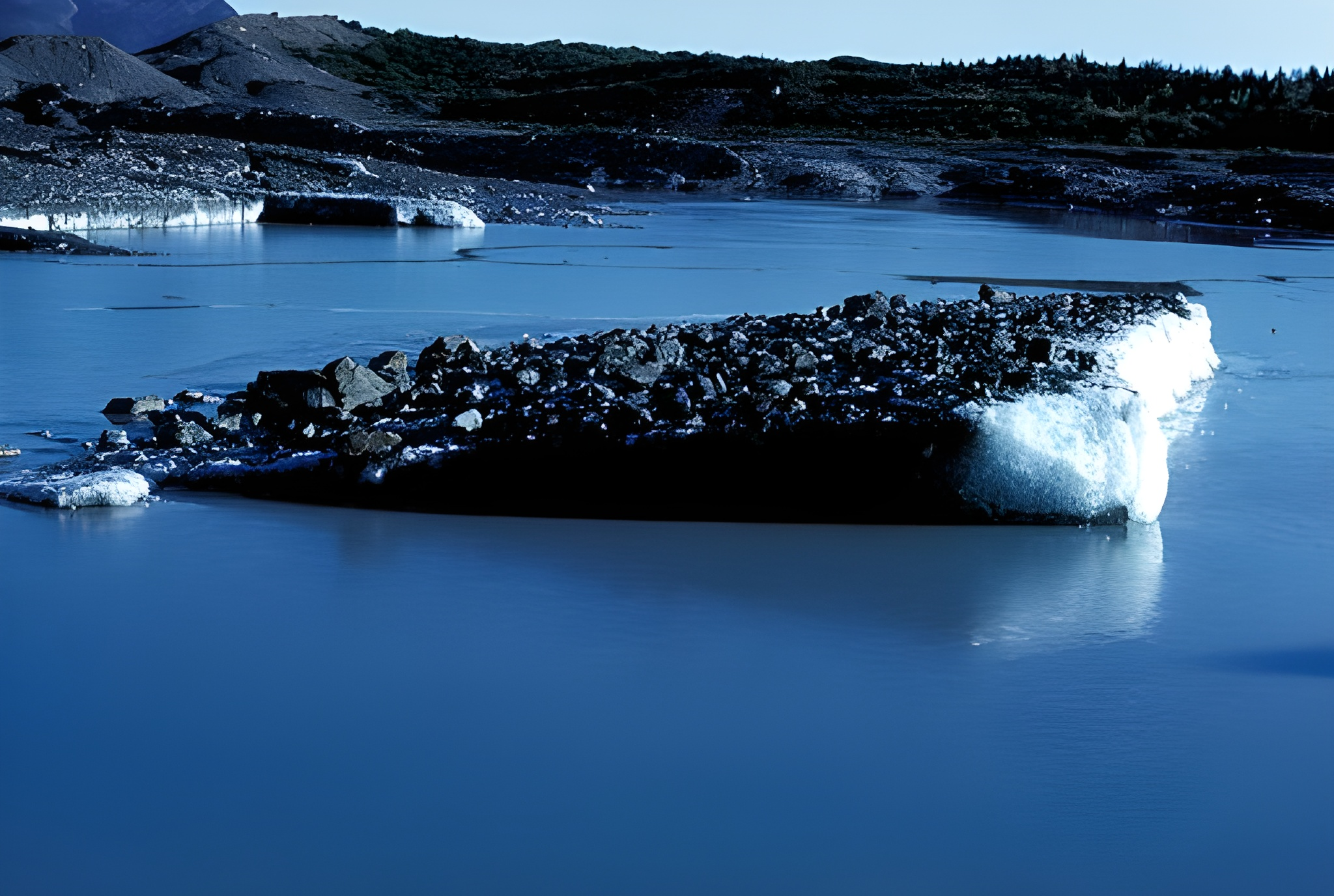
Уламковий матеріал майже цілком покриває поверхню айсберга, що відколовся від льодовика Sheridan Glacier, Аляска

Рафтинг — рознесення уламків гірських порід, головним чином морени, плавучими льодовиками, або айсбергами. Значно рідше   — морською  та річковою кригою, по акваторії Світового океану, внутрішніх морів прильодовикових озер. Рафтинг є одним з головних процесів, які формують льодовиково-морські та озерно-льодовикові відклади, а також важливим чинником в транспортуванні дропстоунів.